# Lobocleta consumtata
Lobocleta consumtata är en fjärilsart som beskrevs av Heinrich Benno Möschler 1881. Lobocleta consumtata ingår i släktet Lobocleta och familjen mätare. Inga underarter finns listade i Catalogue of Life.